# M. Dobos Marianne
M. Dobos Marianne (Szekszárd, 1984. szeptember 10. –) magyar újságíró, a Hír TV szerkesztő-műsorvezetője.

## Életpályája
Születési neve Dobos Marianne, az "M." előtagot már ismert műsorvezetőként, az azonos nevű műfordítótól való megkülönböztetés miatt vette fel. Keresztnevének ejtése "Mariann", a végén található "e" hang nélkül.
Pályafutása Szekszárdon kezdődött a Tolnatáj Televíziónál. 2006-ban a pécsi ÉK TV, majd az abból megalakult Pannon Televízió szerkesztő-riportere lett. Folyamatosan részt vett a hírműsorok készítésében, valamint saját műsoraiban aktuális közéleti (Pécsi Kör) és kulturális témákat (Művészportrék) dolgozott fel, neves művészek, alkotók, híres személyiségek megszólaltatásával. 2010-től 2011-ig a Pannon Televízió főszerkesztője volt.
2011-től 2013-ig az Echo TV helyi tudósítója volt, majd 2013 óta Budapesten a televízió főállású munkatársa. Korábban a Napi Aktuális című hírháttérműsor házigazdája volt a csatornánál, évek óta a Híradó társszerkesztője, 2017-től pedig az Angard és a Troll című műsortvezeti. 2019-től a Hír TV szerkesztő-műsorvezetője, a Csörte (korábban: Angard) és a Troll házigazdája.
Egy gyermeke van. Budapesten él.

## Műsorai
- Angard (2016–2019)
- Troll (2017–)
- Csörte (2019–)
- Őszintén (2019)
- Címlap (2019–)